# Коваль, Александр Моисеевич
Александр Моисеевич Кова́ль (1913—2005) — подполковник Советской Армии, участник Великой Отечественной войны, Герой Советского Союза (1945).

## Биография
Александр Коваль родился 3 июня 1913 года в посёлке Абрамовка (ныне — Таловский район Воронежской области). Окончил семь классов школы и школу фабрично-заводского ученичества в Гороховце.
В 1933 году был призван на службу в Рабоче-крестьянскую Красную Армию. В 1938 году окончил Сумское артиллерийское училище. Участвовал в боях советско-финской войны.
С июня 1941 года — на фронтах Великой Отечественной войны. Принимал участие в боях на Ленинградском, Волховском, Сталинградском, Донском и 3-м Украинском фронтах. Был тяжело ранен.
К апрелю 1945 года гвардии майор Александр Коваль командовал дивизионом 23-го гвардейского артиллерийского полка 4-й гвардейской стрелковой дивизии 4-й гвардейской армии 3-го Украинского фронта. Отличился во время штурма Вены.
5 апреля 1945 года дивизион Коваля оказывал огневую поддержку стрелковому полку, уничтожив 9 пулемётов и 6 противотанковых орудий противника. 12 апреля 1945 года дивизион переправился через Дунайский канал и поддержал стрелковые части, захватывавшие мост через Дунай. В том бою Коваль получил ранение, но продолжал сражаться.
Указом Президиума Верховного Совета СССР от 28 апреля 1945 года за «образцовое выполнение боевых заданий командования на фронте борьбы с немецкими захватчиками и проявленные при этом мужество и героизм» гвардии майор Александр Коваль был удостоен высокого звания Героя Советского Союза с вручением ордена Ленина и медали «Золотая Звезда» за номером 4974.
После окончания войны продолжил службу в Советской Армии. В 1946 году окончил Ленинградскую высшую офицерскую артиллерийскую школу. В августе 1952 года в звании подполковника уволен в запас. Проживал в Казани, активно занимался общественной деятельностью.
Умер 26 февраля 2005 года, похоронен в Казани.

## Награды
- Медаль «Золотая Звезда» (СССР)
- Орден Александра Невского
- Два ордена Отечественной войны 1-й степени
- Два ордена Красной Звезды
- Медали[1].

В честь А. М. Коваля названа школа в Запорожской области Украины.